# Tsubaki Rika
Tsubaki Rika (椿 りか 5 tháng 6 năm 1999 –) là một nữ diễn viên khiêu dâm người Nhật Bản.

## Sự nghiệp
1/4/2017, cô ra mắt ngành phim khiêu dâm dưới tên Ōshima Hina (大島ひな). Cô chỉ đóng 2 phim, và sau đó cô đã chuyển sang làm việc tại một nhà thổ xà phòng ở Kawasaki.
Vào năm 2019, cô đã xếp thứ 1 trong hạng mục nhân viên nhà thổ xà phòng tỉnh Kanagawa và thứ 5 trên toàn quốc trong cuộc bầu cử toàn quốc Miss Heaven 2019 trên trang web giải trí người lớn Heaven Net.
13/6/2020, cô đã đổi tên thành Tsubaki Rika và trở lại ngành phim khiêu dâm. Đến năm 2022, cô đã đóng hơn 1000 phim bao gồm cả các phim không kèm tên diễn viên.
Trong ngành pachinko, cô đã hoạt động dưới tên "Rikashafu-chan" kể từ khoảng năm 2021. Lí do là công ti chủ quản khi sắp xếp cho các nữ diễn viên đến các cửa hàng cũng đã thêm vào các buổi đến sòng bạc pachinko. 18/10/2022, cô đã xuất hiện trên "Pachiura Wide Show" và đã nói về chủ đề "Cách người dùng sử dụng Internet một cách phóng khoáng và dí dỏm đã trở nên phổ biến, khi đó các bình luận nhìn qua có vẻ chứa nhiều thông tin, tuy nhiên thực ra toàn bộ chỉ là quảng cáo". Nhà báo chuyên về pachinko và pachislot Hiroshi Young đã gọi cô là "một kẻ rác rưởi lì lợm" vào lần đầu họ gặp nhau. Cô đã thông báo trên YouTube rằng cô sẽ nghỉ việc nếu thua tại buổi đến cửa hàng ngày 22/10/2022. Điều ngược lại đã xảy ra.
17/12/2022, cô thông báo sẽ rời công ti chủ quản FortyFour Management vào cùng ngày. Công ti chủ quản mới vẫn chưa được tiết lộ đến công chúng.
Cô đã nhận giải Người mới đến trong hạng mục nữ diễn viên của thông cáo hàng tháng của FANZA "Diễn viên khiêu dâm này thật tuyệt! Mùa đông 2022". Mặc dù cô không phải người mới khi là nữ diễn viên khiêu dâm, cô là người mới trong ngành diễn giả pachinko nên nhà báo Matsuzawa Choro đã đề cử cô cho giải Người mới đến dưới tên "Rikashafu-chan".
29/3/2023, cô đã thông báo bị tai nạn giao thông. Cô sẽ tạm nghỉ trong khoảng 2 tuần do các vết bầm tím khắp cơ thể.

## Đời tư
Khi còn hoạt động dưới tên Ōshima Hina, cô là một paipan (người không để lông mu) với chiều cao 155 cm và số đo ba vòng là 89-59-88, tuy nhiên Tsubaki Rika sau này không còn là một paipan, có chiều cao là 157 cm và số đo ba vòng là 88-55-84.
Tokyo Sports đã miêu tả cơ thể cô là có "thân hình dâm dục với da trắng và ngực lớn" và "một vòng eo tròn gợi cảm".
Nguồn gốc của cái tên "Rikashafu-chan" là tên cô+"shakai futekigōsha" (sự lạc lõng trong xã hội, viết tắt thành "shafu").

## Liên kêys ngoài
- Tsubaki Rika - Trang chính thức của MOODYZ
- Tsubaki Rika - Trang chính thức của Fitch
- Tsubaki Rika trên Twitter